# 乔安娜·波杰拉
乔安娜·波杰拉（英語：Joanne Borgella，1982年5月29日—2014年10月18日），是一名美国创作歌手、珠宝设计师和模特。她是威廉敏娜模特公司签约模特。也是2005年莫妮可秀的第一名、2008年的美国偶像前24名。
2014年10月18日，她因为罕见的子宫内膜癌转移到头部而去世，享年32岁。